# Storckensohn
Storckensohn est une commune française située dans la circonscription administrative du Haut-Rhin et, depuis le 1er janvier 2021, dans le territoire de la Collectivité européenne d'Alsace, en région Grand Est.
Cette commune se trouve dans la région historique et culturelle d'Alsace.

## Géographie
Le village est blotti dans un petit vallon au pied du Chauvelin.
C'est une des 188 communes du parc naturel régional des Ballons des Vosges.
| Urbès                            |                       |        |
| Saint-Maurice-sur-Moselle Vosges | Storckensohn          | Mollau |
|                                  | Rimbach-près-Masevaux |        |

### Hydrographie

#### Réseau hydrographique
La commune est dans le bassin versant du Rhin au sein du bassin Rhin-Meuse. Elle est drainée par le ruisseau Langmattruntz,.

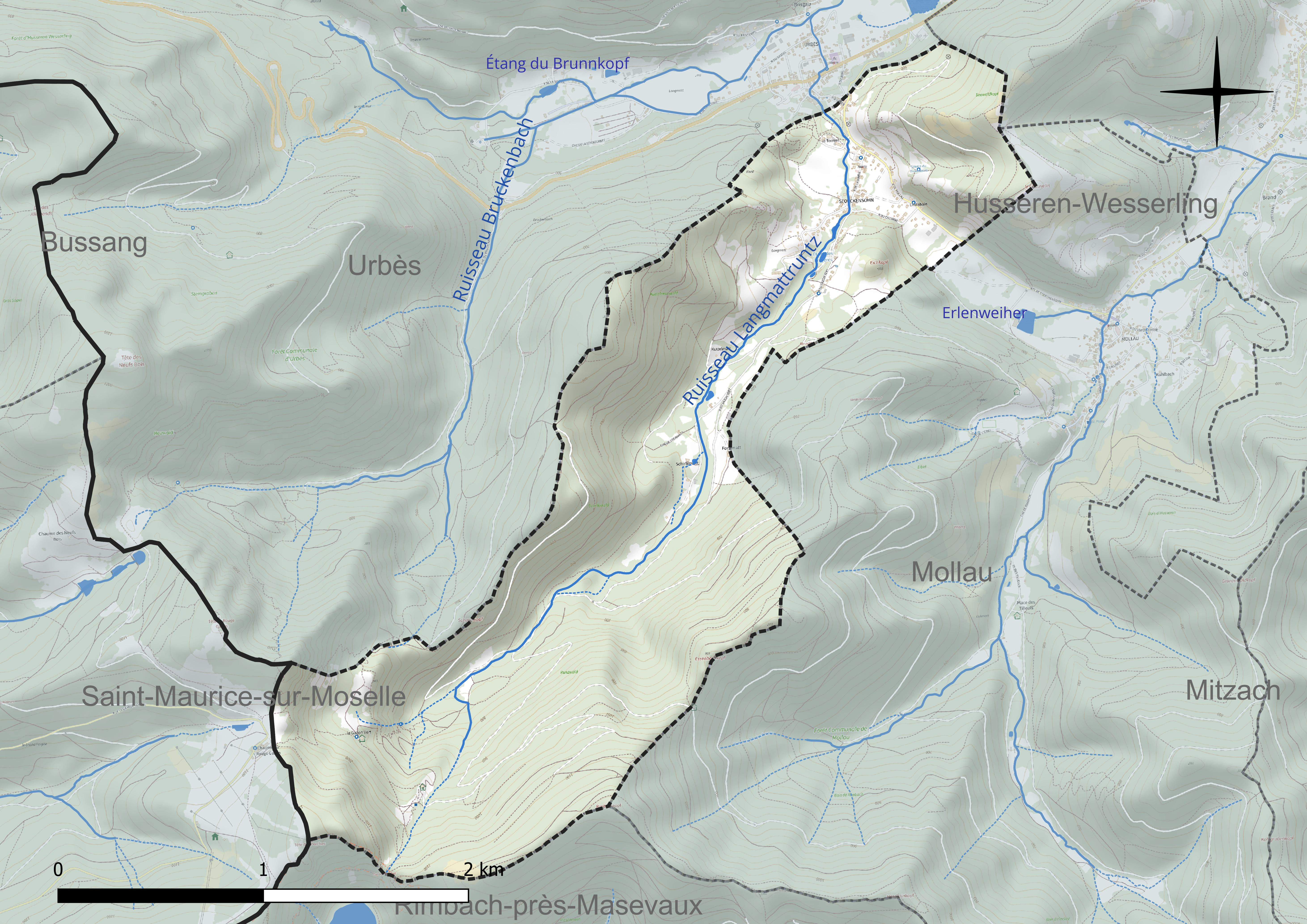
Réseau hydrographique de Storckensohn.

Un plan d'eau complète le réseau hydrographique : l'étang des Bruyères (0,1 ha),.

#### Gestion et qualité des eaux
Le territoire communal est couvert par le schéma d'aménagement et de gestion des eaux (SAGE) « Thur ». Ce document de planification concerne le bassin versant de la Thur. Ce territoire s'étend sur 544 km2. Le périmètre a été arrêté le 4 mars 1996 et le SAGE proprement dit a été approuvé le 14 mai 2001. La structure porteuse de l'élaboration et de la mise en œuvre est la Direction départementale de l'agriculture et de la forêt du Haut-Rhin. 
La qualité des cours d’eau peut être consultée sur un site dédié géré par les agences de l’eau et l’Agence française pour la biodiversité. 

### Climat
Pour des articles plus généraux, voir Climat du Grand Est et Climat du Haut-Rhin.
En 2010, le climat de la commune est de type climat de montagne, selon une étude du Centre national de la recherche scientifique s'appuyant sur une série de données couvrant la période 1971-2000. En 2020, Météo-France publie une typologie des climats de la France métropolitaine dans laquelle la commune est exposée à un climat semi-continental et est dans la région climatique  Vosges, caractérisée par une pluviométrie très élevée (1 500 à 2 000 mm/an) en toutes saisons et un hiver rude (moins de 1 °C). 
Pour la période 1971-2000, la température annuelle moyenne est de 8,8 °C, avec une amplitude thermique annuelle de 16,8 °C. Le cumul annuel moyen de précipitations est de 973 mm, avec 12,6 jours de précipitations en janvier et 11,4 jours en juillet. Pour la période 1991-2020, la température moyenne annuelle observée sur la station météorologique de Météo-France la plus proche, « Markstein Crete », sur la commune d'Oderen à 4 km à vol d'oiseau, est de 6,3 °C et le cumul annuel moyen de précipitations est de 1 489,3 mm. 
La température maximale relevée sur cette station est de 30,3 °C, atteinte le 7 août 2015 ; la température minimale est de −20,4 °C, atteinte le 20 décembre 2009,,. 
Les paramètres climatiques de la commune ont été estimés pour le milieu du siècle (2041-2070) selon différents scénarios d'émission de gaz à effet de serre à partir des nouvelles projections climatiques de référence DRIAS-2020. Ils sont consultables sur un site dédié publié par Météo-France en novembre 2022.

## Urbanisme

### Typologie
Au 1er janvier 2024, Storckensohn est catégorisée petite ville, selon la nouvelle grille communale de densité à sept niveaux définie par l'Insee en 2022.
Elle est située hors unité urbaine et hors attraction des villes,.

### Occupation des sols
L'occupation des sols de la commune, telle qu'elle ressort de la base de données européenne d’occupation biophysique des sols Corine Land Cover (CLC), est marquée par l'importance des forêts et milieux semi-naturels (85,4 % en 2018), une proportion identique à celle de 1990 (85,4 %). La répartition détaillée en 2018 est la suivante : 
forêts (84,6 %), prairies (13,2 %), zones urbanisées (1,4 %), milieux à végétation arbustive et/ou herbacée (0,9 %). L'évolution de l’occupation des sols de la commune et de ses infrastructures peut être observée sur les différentes représentations cartographiques du territoire : la carte de Cassini (XVIIIe siècle), la carte d'état-major (1820-1866) et les cartes ou photos aériennes de l'IGN pour la période actuelle (1950 à aujourd'hui).

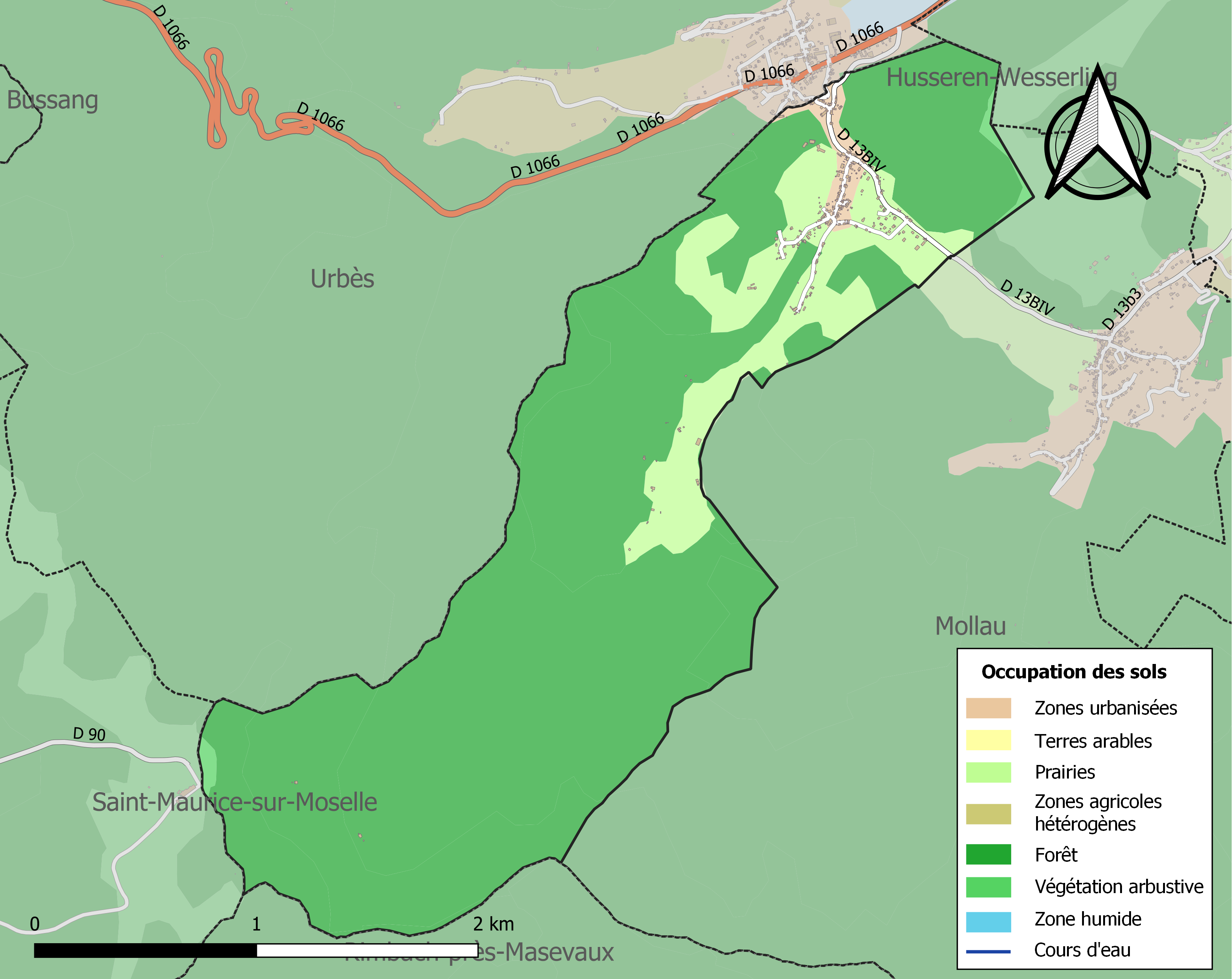
Carte des infrastructures et de l'occupation des sols de la commune en 2018 (CLC).

## Histoire
Storckensohn faisait partie, avec Husseren-Wesserling, Mollau et Urbès, d’une communauté administrée par les princes-abbés de l'abbaye de Murbach, et ce jusqu’à la Révolution.

### Héraldique
| Blason de Storckensohn | Les armes de Storckensohn se blasonnent ainsi : « D'azur à la cigogne au naturel debout sur une patte sur une terrasse de sinople. » |

## Politique et administration

### Budget et fiscalité 2015
En 2015, le budget de la commune était constitué ainsi :
- total des produits de fonctionnement : 212 000 €, soit 890 € par habitant ;
- total des charges de fonctionnement : 142 000 €, soit 596 € par habitant ;
- total des ressources d’investissement : 129 000 €, soit 540 € par habitant ;
- total des emplois d’investissement : 6 000 €, soit 281 € par habitant.
- endettement : 100 000 €, soit 420 € par habitant.

Avec les taux de fiscalité suivants :
- taxe d’habitation : 9,89 % ;
- taxe foncière sur les propriétés bâties : 11,43 % ;
- taxe foncière sur les propriétés non bâties : 104,19 % ;
- taxe additionnelle à la taxe foncière sur les propriétés non bâties : 0,00 % ;
- cotisation foncière des entreprises : 0,00 %.

### Liste des maires
| Période                                  | Période  | Identité      | Étiquette | Qualité |
| ---------------------------------------- | -------- | ------------- | --------- | ------- |
| avant 1988                               | ?        | Lucien Weber  |           |         |
| avant 1995                               | En cours | Joseph Haller |           |         |
| Les données manquantes sont à compléter. |          |               |           |         |

## Démographie
L'évolution du nombre d'habitants est connue à travers les recensements de la population effectués dans la commune depuis 1800. Pour les communes de moins de 10 000 habitants, une enquête de recensement portant sur toute la population est réalisée tous les cinq ans, les populations de référence des années intermédiaires étant quant à elles estimées par interpolation ou extrapolation. Pour la commune, le premier recensement exhaustif entrant dans le cadre du nouveau dispositif a été réalisé en 2006.

En 2022, la commune comptait 187 habitants, en évolution de −10,95 % par rapport à 2016 (Haut-Rhin : +0,66 %, France hors Mayotte : +2,11 %).
| 1800 | 1806 | 1821 | 1831 | 1836 | 1841 | 1846 | 1851 | 1856 |
| ---- | ---- | ---- | ---- | ---- | ---- | ---- | ---- | ---- |
| 224  | 261  | 309  | 353  | 360  | 397  | 435  | 445  | 436  |

| 1861 | 1866 | 1871 | 1875 | 1880 | 1885 | 1890 | 1895 | 1900 |
| ---- | ---- | ---- | ---- | ---- | ---- | ---- | ---- | ---- |
| 439  | 426  | 427  | 395  | 385  | 368  | 371  | 375  | 361  |

| 1905 | 1910 | 1921 | 1926 | 1931 | 1936 | 1946 | 1954 | 1962 |
| ---- | ---- | ---- | ---- | ---- | ---- | ---- | ---- | ---- |
| 359  | 353  | 320  | 337  | 324  | 303  | 310  | 278  | 271  |

| 1968 | 1975 | 1982 | 1990 | 1999 | 2006 | 2011 | 2016 | 2021 |
| ---- | ---- | ---- | ---- | ---- | ---- | ---- | ---- | ---- |
| 240  | 229  | 248  | 239  | 228  | 248  | 228  | 210  | 192  |

| 2022 | - | - | - | - | - | - | - | - |
| ---- | - | - | - | - | - | - | - | - |
| 187  | - | - | - | - | - | - | - | - |

## Lieux et monuments

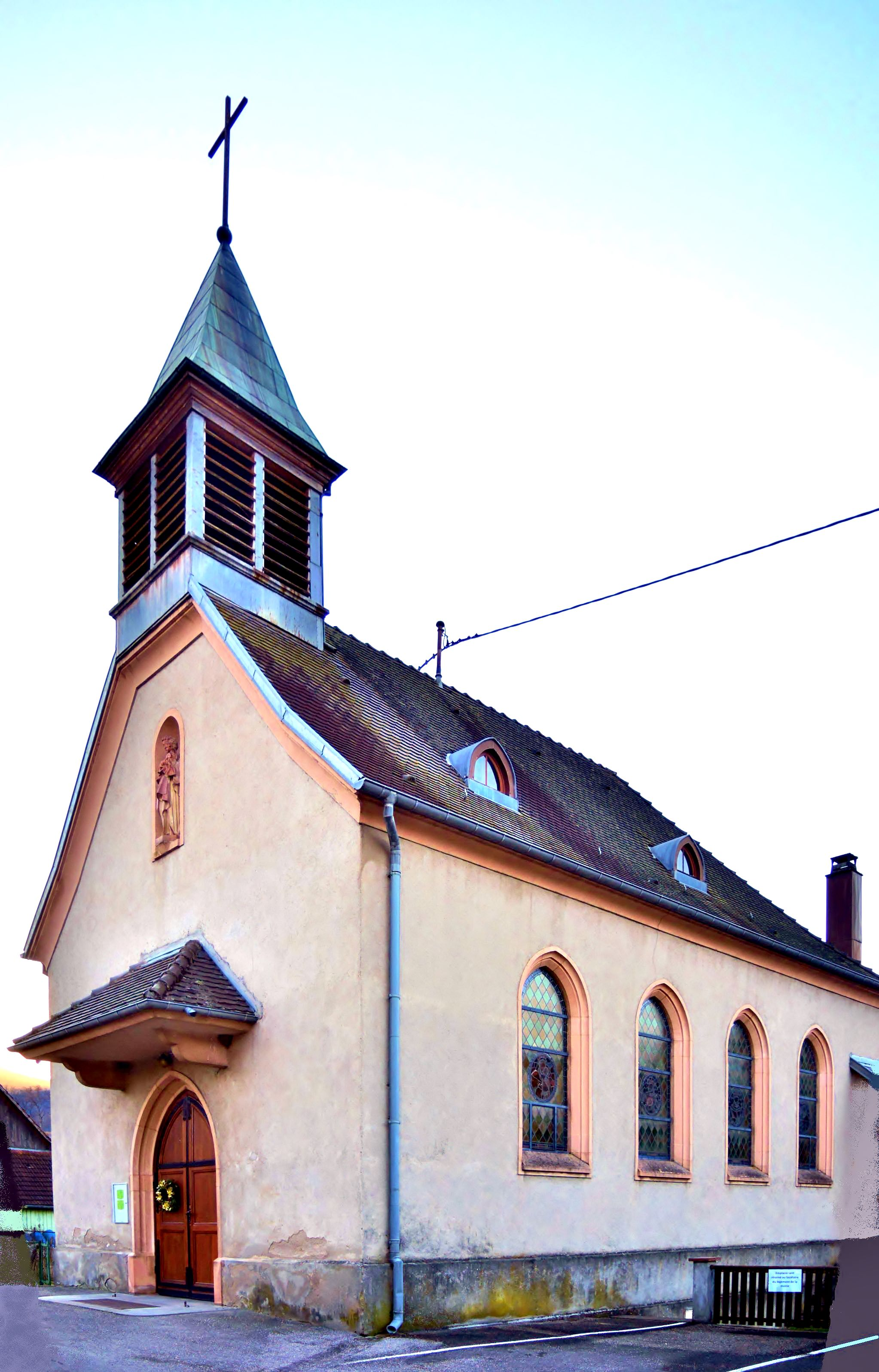
Chapelle Saint-Joseph.

- Chapelle Saint-Joseph.Chapelle Saint-Joseph[25],[26].
- Monument aux morts[27],[28].
- Le château de Storckensohn[29].
- Demeure dite Villa Roman-Gros[30].
- Moulin à huile du XVIIIe siècle[31],[32].

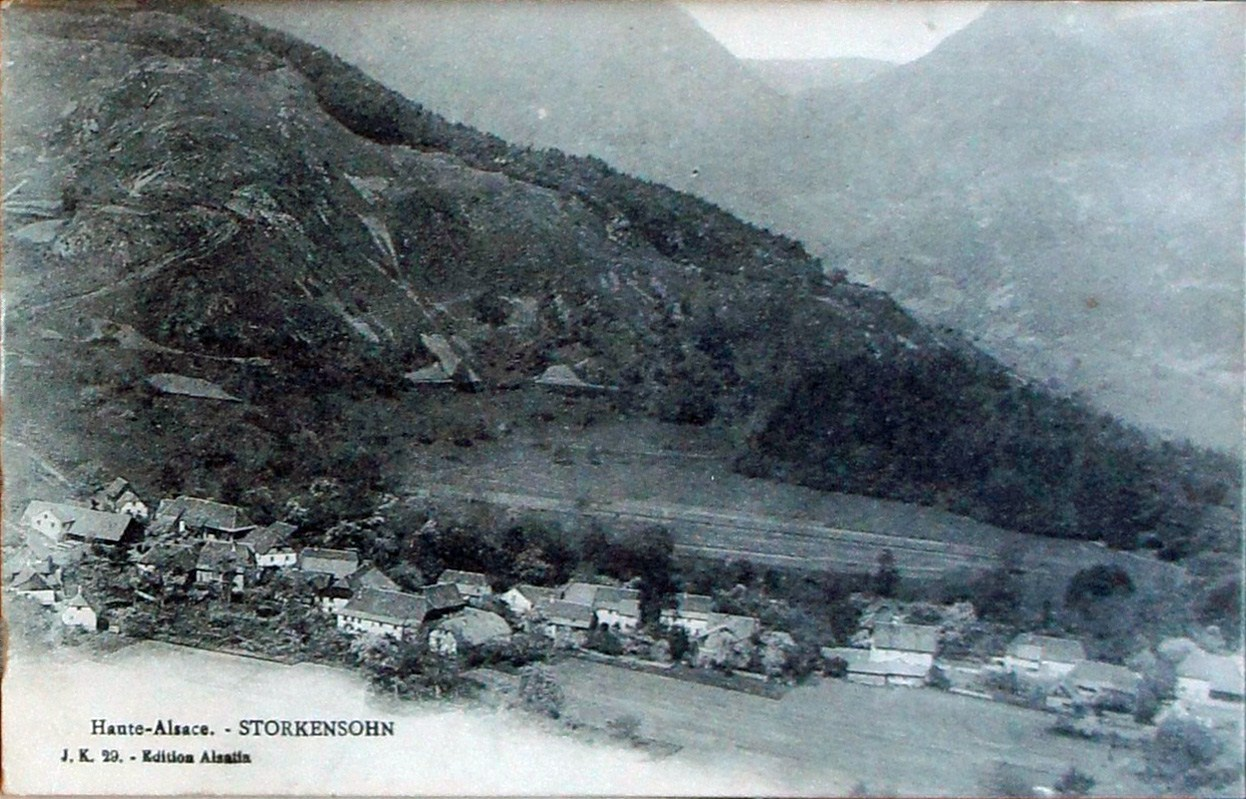
Carte postale du village en 1916.
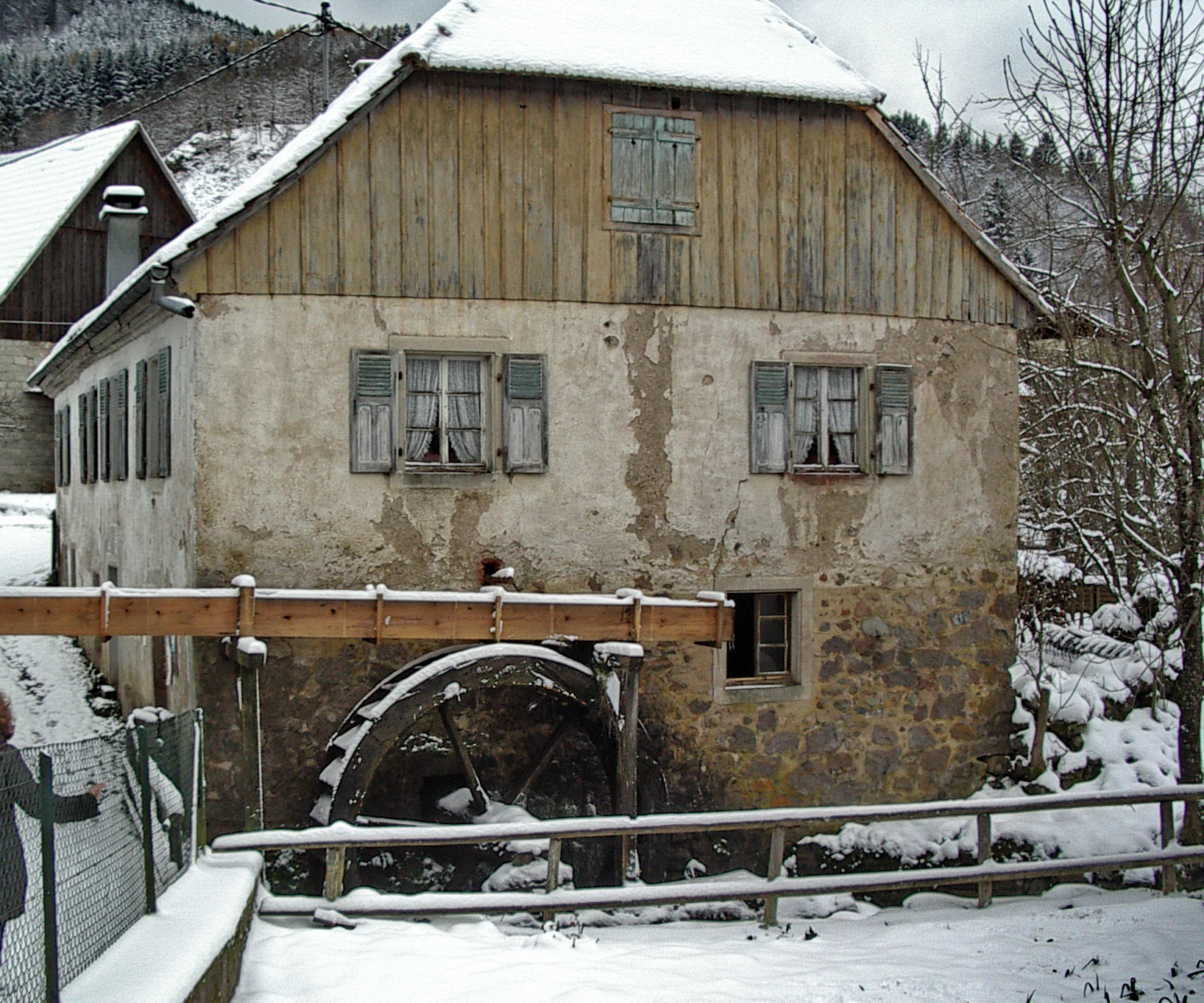
Moulin à huile de Storckensohn.
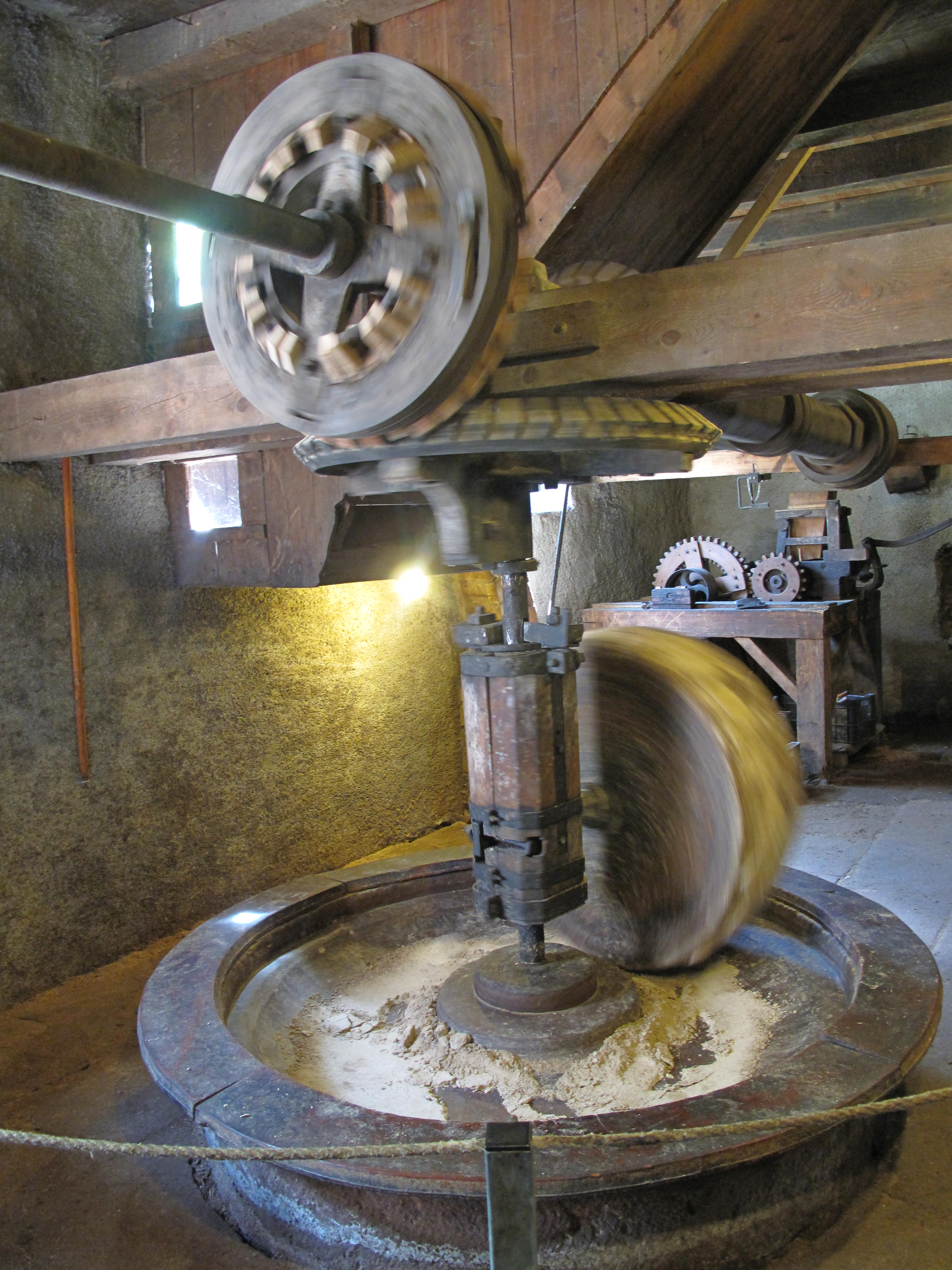
Mécanismes et la meule.

Situé sur la rivière le Runtzbach, entre Épinal et Mulhouse, ce moulin à eau a été construit en 1732. Jusqu'en 1962, il servait à la production d'huile de noix et de noisettes (lors des bonnes saisons). À compter de 1991, il a été restauré à l'identique par un groupe de bénévoles. En réutilisant les parties métalliques toujours en place et en restaurant les parties en bois d'après les restes retrouvés. Il est utilisé actuellement pour obtenir du jus de pommes et toujours de l'huile de noix ; son pressoir, toujours en place, a plus de 200 ans,.
Les engrenages du mécanisme ne sont pas tout en acier (des étincelles pourraient provoquer un incendie) ou tout en bois (le frottement pourrait provoquer un incendie), mais mixte : un engrenage en acier actionne un engrenage en bois. Si une dent en bois  de l'engrenage se brise, elle peut être échangée telle une simple pièce détachée.